# مایک و دیو همراه عروسی می‌خواهند
مایک و دیو همراه عروسی می‌خواهند نام فیلم کمدی رمانتیک آمریکایی است که جیک زیمانسکی آن را کارگردانی نموده و اندرو جی. کوهن و برندان اوبرایان فیلمنامه آن را نوشته‌اند.
این فیلم که محصولی از استودیوی فاکس قرن بیستم است و زک افرون و آدام دیواین در مقابل آنا کندریک و اوبری پلازا، استیون روت، وندی ویلیامز، استفانی برد، جیک جانسون در این فیلم بازی می‌کنند، این اثر در تاریخ ۸ ژوئیه ۲۰۱۶ بر روی پرده‌های سینما اکران شد.